# Josip Šarac
Josip Šarac (* 24. Februar 1998 in Ljubuški) ist ein kroatischer Handballspieler.

## Karriere

### Im Verein
Bis 2018 spielte er für seinen Heimatverein HRK Izviđač. 2018 wechselte er nach Slowenien zu RK Celje. Hier gewann er zweimal die slowenische Meisterschaft. 2021 ging er nach Deutschland und spielte für den Bundesligisten Frisch Auf Göppingen. Mit Frisch Auf Göppingen erreichte er 2023 das Halbfinale in der EHF European League und belegte den dritten Platz. Im Sommer 2025 wechselte er zum ungarischen Erstligisten Tatabánya KC.

### In Auswahlmannschaften
Mit der kroatischen Jugend- und Junioren-Nationalmannschaft gewann er bei der U-18-Europameisterschaft 2016 und bei der U-21-Weltmeisterschaft 2019 die Silbermedaille. Mit der A-Nationalmannschaft gewann er die Silbermedaille bei der Europameisterschaft 2020. Bei der Weltmeisterschaft 2023 belegte er mit Kroatien den 9. Platz.